# Alopecosa chagyabensis
Alopecosa chagyabensis este o specie de păianjeni din genul Alopecosa, familia Lycosidae, descrisă de Hu și Li, 1987. Conform Catalogue of Life specia Alopecosa chagyabensis nu are subspecii cunoscute.